# Augila binghami
Augila binghami är en insektsart som beskrevs av William Lucas Distant 1906. Augila binghami ingår i släktet Augila och familjen Caliscelidae. Inga underarter finns listade i Catalogue of Life.